# Wereldkampioenschappen inlineskaten 2014
De wereldkampioenschappen inline-skaten 2014 werden van 6 tot en met 15 november gehouden in Rosario, Argentinië.
Het waren de 44e wereldkampioenschappen voor mannen op de weg, de 40e voor mannen op de piste, de 38e voor vrouwen op de piste en de 37e voor vrouwen op de weg. Tegelijkertijd werden voor de 18e keer de wereldkampioenschappen voor junioren (piste en weg) gehouden.

## Programma
Op het programma stonden voor alle categorieën twaalf afstanden. Op de piste 300 meter tijdrit, 500 meter sprint, 1000 meter sprint, 10.000 meter punten-/afvalrace, 15.000 meter afvalrace en 3000 meter aflossing, en op de weg 200 meter tijdrit, 500 meter sprint, 10.000 meter puntenkoers, 20.000 meter afvalrace, 5000 meter aflossing en marathon.
De baanonderdelen werden verreden op een zogenaamde Vesmaco-baan, wat volgens de Nederlandse bondscoach Desly Hill in het nadeel van onder meer de Nederlandse skaters zou zijn.

## Nederlandse selectie[4]
| Mannen                                                | Vrouwen                                                        |
| ----------------------------------------------------- | -------------------------------------------------------------- |
| Luc ter Haar Mark Horsten Michel Mulder Ronald Mulder | Lisanne Buurman Manon Kamminga Bianca Roosenboom Elma de Vries |
| Jongens (junioren)                                    | Meisjes (junioren)                                             |
| Jordy Harink Chris Huizinga Remon Kwant Rick Schipper | Kelly Schouten                                                 |

## Medailleverdeling

### Mannen
| Piste                      | Piste                                                    | Piste                                                      | Piste                                                |
| Afstand                    | Goud ·                                                   | Zilver ·                                                   | Brons ·                                              |
| -------------------------- | -------------------------------------------------------- | ---------------------------------------------------------- | ---------------------------------------------------- |
| 300m Tijdrit               | Pedro Causil                                             | Lee Myung-kyu                                              | Juan Pérez                                           |
| 500m Sprint                | Andres Muñoz                                             | Pedro Causil                                               | Elton de Souza                                       |
| 1000m Sprint               | Alexis Contin                                            | Ewen Fernandez                                             | Ezequiel Capellano                                   |
| 10.000m Punten-/afvalkoers | Patxi Peula                                              | Alex Cujavante                                             | Ewen Fernandez                                       |
| 15.000m Afvalkoers         | Peter Michael                                            | Alexis Contin                                              | Ewen Fernandez                                       |
| 3000m Aflossing            | Frankrijk Alexis Contin Ewen Fernandez Nicolas Pelloquin | Argentinië Juan Cruz Araldi Ezequiel Capellano Ken Kuwalda | Zuid-Korea Jang Su-chul Lee Myung-kyu Son Guen-seong |

| Weg                 | Weg                                               | Weg                                                       | Weg                                                  |
| Afstand             | Goud ·                                            | Zilver ·                                                  | Brons ·                                              |
| ------------------- | ------------------------------------------------- | --------------------------------------------------------- | ---------------------------------------------------- |
| 200m Tijdrit        | Pedro Causil                                      | Ioseba Fernandez                                          | Darren de Souza                                      |
| 500m Sprint         | Ioseba Fernandez                                  | Pedro Causil                                              | Michel Mulder                                        |
| 10.000m Puntenkoers | Alexis Contin                                     | Choi Gwang-ho                                             | Patxi Peula                                          |
| 20.000m Afvalkoers  | Ewen Fernandez                                    | Patxi Peula                                               | Choi Gwang-ho                                        |
| 5000m Aflossing     | Nederland Luc ter Haar Mark Horsten Michel Mulder | Argentinië Juan Cruz Araldi Ezequiel Capellano Ken Kuwada | Portugal Martyn Dias Ricardo Esteves Diogo Marreiros |
|                     |                                                   |                                                           |                                                      |
| 42.195m Marathon    | Alexis Contin                                     | Ewen Fernandez                                            | Elton de Souza                                       |

### Vrouwen
| Piste                      | Piste                                                   | Piste                                             | Piste                                        |
| Afstand                    | Goud ·                                                  | Zilver ·                                          | Brons ·                                      |
| -------------------------- | ------------------------------------------------------- | ------------------------------------------------- | -------------------------------------------- |
| 300m Tijdrit               | Hellen Montoya                                          | Yersi Puello                                      | An Yi-seul                                   |
| 500m Sprint                | Yersi Puello                                            | Hellen Montoya                                    | Erika Zanetti                                |
| 1000m Sprint               | Hellen Montoya                                          | Mareike Thum                                      | Jang Soo-ji                                  |
| 10.000m Punten-/afvalkoers | Johana Viveros                                          | Maira Arias                                       | Yang Ho-chen                                 |
| 15.000m Afvalkoers         | Paola Serrano                                           | Francesca Lollobrigida                            | Guo Dan                                      |
| 3000m Aflossing            | Chinees Taipei Chen Ying-chu Huang Yu-ting Lee Meng-chu | Argentinië Maria Arias Rocio Berbel Melisa Binnet | Zuid-Korea An Yi-seul Lee Seul Shin so-yeong |

| Weg                 | Weg                                                        | Weg                                                        | Weg                                          |
| Afstand             | Goud ·                                                     | Zilver ·                                                   | Brons ·                                      |
| ------------------- | ---------------------------------------------------------- | ---------------------------------------------------------- | -------------------------------------------- |
| 200m Tijdrit        | Maria Jose Moya Sepulveda                                  | Yersi Puello                                               | Ingrid Factos                                |
| 500m Sprint         | Yersi Puello                                               | Hellen Montoya                                             | Rocio Berbel                                 |
| 10.000m Puntenkoers | Yang Ho-chen                                               | Yenny Paola Serrano                                        | Lee Seul                                     |
| 20.000m Afvalkoers  | Yang Ho-chen                                               | Maira Arias                                                | Yenny Paola Serrano                          |
| 5000m Aflossing     | Colombia Hellen Montoya Yenny Paola Serrano Johana Viveros | Italië Francesca Lollobrigida Andrea Trafeli Erika Zanetti | Zuid-Korea An Yi-seul Lee Seul Shin So-yeong |
|                     |                                                            |                                                            |                                              |
| 42.195m Marathon    | Yang Ho-chen                                               | Lee Meng-chu                                               | Francesca Lollobrigida                       |

### Medaillespiegel
Medaillespiegel zonder de juniorenwedstrijden.
| Plaats | Land           | Goud | Zilver | Brons | Totaal |
| 1      | Colombia       | 10   | 8      | 2     | 20     |
| 2      | Frankrijk      | 5    | 3      | 5     | 13     |
| 3      | Chinees Taipei | 4    | 1      | 1     | 6      |
| 4      | Spanje         | 2    | 2      | 1     | 5      |
| 5      | Nederland      | 1    | 0      | 1     | 2      |
| 6      | Chili          | 1    | 0      | 0     | 1      |
| 6      | Nieuw-Zeeland  | 1    | 0      | 0     | 1      |
| 8      | Argentinië     | 0    | 5      | 2     | 7      |
| 9      | Zuid-Korea     | 0    | 2      | 7     | 9      |
| 10     | Italië         | 0    | 2      | 2     | 4      |
| 11     | Duitsland      | 0    | 1      | 0     | 1      |
| 12     | China          | 0    | 0      | 1     | 1      |
| 12     | Ecuador        | 0    | 0      | 1     | 1      |
| 12     | Portugal       | 0    | 0      | 1     | 1      |
| Totaal | Totaal         | 24   | 24     | 24    | 72     |

Officieuze wereldkampioenschappen

Monza 1937 ·
Ferrara 1938 ·
Monfalcone 1948 ·
Ferrara 1949 ·
Monfalcone 1951 ·
Lido di Venezia 1953 ·
Bari 1954 ·
Palermo 1957 ·
Finale Ligure 1958 ·
Wetteren 1960 ·
Gujan-Mestras 1961 ·
Nantes 1963 ·
Madrid 1964 ·
Syracuse 1965
Officiële wereldkampioenschappen (afwisselend piste en weg)

Mar del Plata 1966 ·
Barcelona 1967 ·
Montecchio 1968 ·
Mar del Plata 1969 ·
Sesto San Giovanni 1973 ·
Mar del Plata 1975 ·
Mar del Plata 1978 ·
Finale Emilia 1979 ·
Masterton 1980 ·
Oostende 1981 ·
Finale Emilia 1982 ·
Mar del Plata 1983 ·
Bogotá 1984 ·
Colorado Springs 1985 ·
Adelaide 1986 ·
Grenoble 1987 ·
Cassano d'Adda 1988 ·
Hastings 1989 ·
Bello 1990 ·
Oostende 1991 ·
Rome 1992 ·
Colorado Springs 1993
Piste en weg gecombineerd (huidige vorm)

Gujan-Mestras 1994 ·
Perth 1995 ·
Venetië 1996 ·
Mar del Plata 1997 ·
Pamplona 1998 ·
Santiago 1999 ·
Barrancabermeja 2000 ·
Valence d'Agen 2001 ·
Oostende 2002 ·
Barquisimeto 2003 ·
Abruzzo 2004 ·
Suzhou 2005 ·
Anyang 2006 ·
Cali 2007 ·
Gijón 2008 ·
Haining 2009 ·
Guarne 2010 ·
Yeosu 2011 ·
Ascoli Piceno/San Benedetto del Tronto 2012 ·
Oostende 2013 ·
Rosario 2014 ·
Kaohsiung 2015 ·
Nanjing 2016 ·
Nanjing 2017 ·
Heerde/Arnhem 2018 ·
Barcelona 2019 ·
Ibagué 2021 ·
Buenos Aires 2022 ·
Montecchio Maggiore/Vicenza 2023 ·
Pescara 2024